# Tak (Provinz)

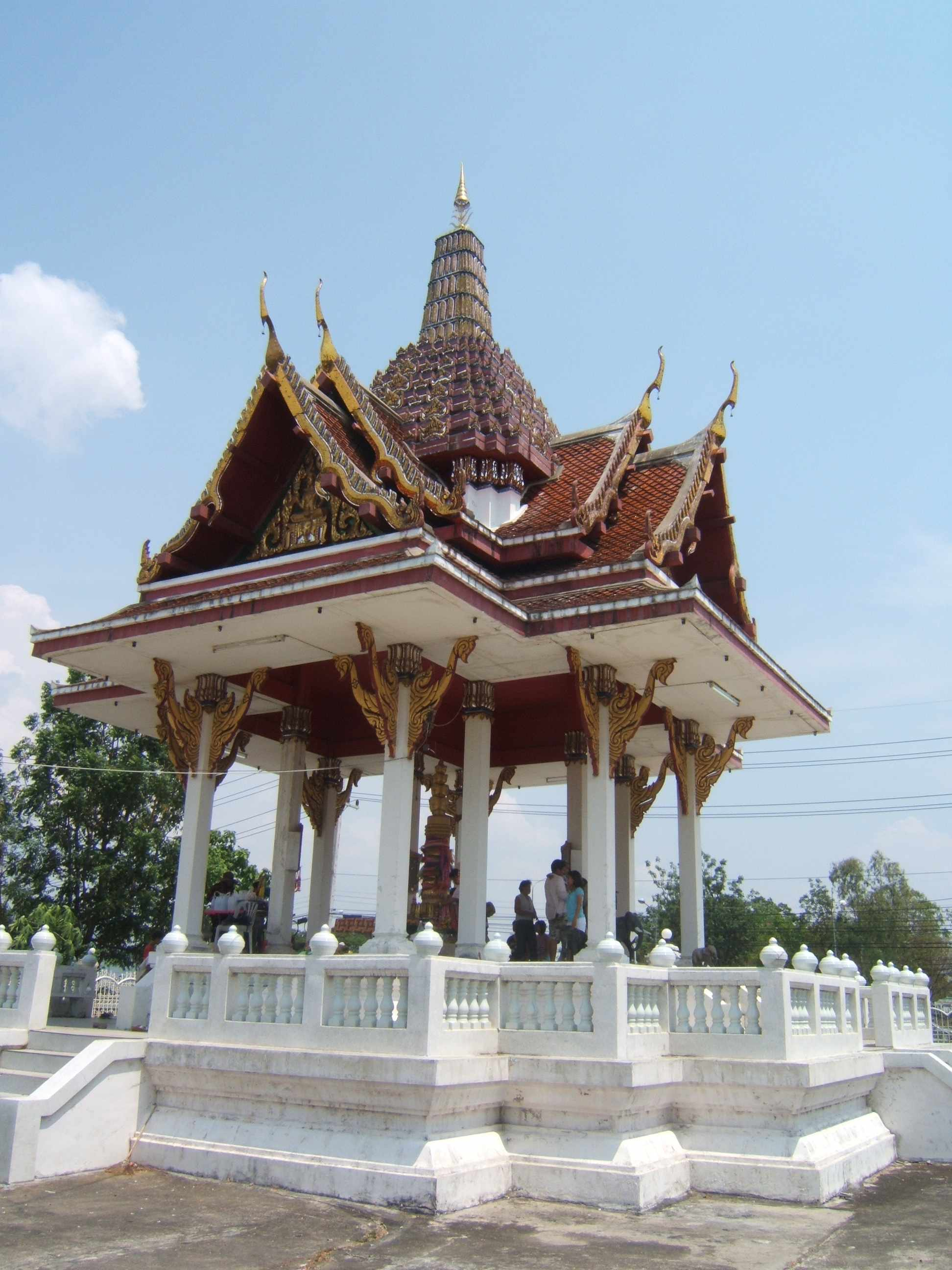
Schrein mit der Stadtsäule (Lak Müang) von Tak

Tak (thailändisch ตาก [tàːk]) ist eine Provinz (Changwat) im Westen der Nordregion von Thailand. Sie ist eine der flächengrößten und zugleich eine der am dünnsten besiedelten Provinzen des Landes. Die Hauptstadt der Provinz heißt ebenfalls Tak.

## Geographie
Die Provinz grenzt im Westen an Myanmar, mit dem Tak unter Thailands Provinzen die längste Grenze hat. Die Topographie ist bergig und zerklüftet. Es gibt viele Wasserfälle, Flussläufe und Höhlen.
| Benachbarte Provinzen und Gebiete: | Benachbarte Provinzen und Gebiete:                      |
| ---------------------------------- | ------------------------------------------------------- |
| Norden                             | Mae Hong Son, Chiang Mai, Lamphun und Lampang           |
| Osten                              | Sukhothai, Kamphaeng Phet, Nakhon Sawan und Uthai Thani |
| Süden                              | Kanchanaburi                                            |
| Westen                             | Landesgrenze nach Myanmar (Kayin-Staat)                 |

### Wichtige Städte
- Mae Sot (Maesot)
- Umphang
- Sam Ngao
- Mae Ramat

### Klima
Das Klima ist tropisch-monsunal mit gemäßigten Einflüssen. Die Höchsttemperatur im Jahr 2009 betrug 40,2 °C, die tiefste Temperatur wurde mit 9,7 °C gemessen. An 109 Regentagen fielen in demselben Jahr 1006,4 mm Niederschlag.
|                       | Jan  | Feb  | Mär  | Apr  | Mai   | Jun   | Jul  | Aug   | Sep   | Okt   | Nov  | Dez  |   |         |
| Mittl. Tagesmax. (°C) | 32,1 | 35,1 | 37,5 | 38,4 | 35,3  | 33,0  | 32,4 | 32,1  | 32,3  | 31,5  | 30,6 | 30,2 | ⌀ | 33,4    |
| Mittl. Tagesmin. (°C) | 16,5 | 19,4 | 23,7 | 26,1 | 25,5  | 25,1  | 24,9 | 24,6  | 23,9  | 22,8  | 20,1 | 16,5 | ⌀ | 22,4    |
|                       |      |      |      |      |       |       |      |       |       |       |      |      |   |         |
| Niederschlag (mm)     | 4,3  | 8,4  | 17,8 | 42,3 | 163,8 | 124,9 | 91,6 | 128,8 | 206,1 | 203,0 | 61,1 | 5,0  | Σ | 1.057,1 |
|                       |      |      |      |      |       |       |      |       |       |       |      |      |   |         |
| Regentage (d)         | 0,8  | 0,8  | 1,9  | 4,7  | 12,6  | 14,9  | 14,1 | 16,0  | 16,8  | 14,1  | 5,1  | 0,8  | Σ | 102,6   |

| 16,5 |

| 19,4 |

| 23,7 |

| 26,1 |

| 25,5 |

| 25,1 |

| 24,9 |

| 24,6 |

| 23,9 |

| 22,8 |

| 20,1 |

| 16,5 |

| 16,5 |

| 19,4 |

| 23,7 |

| 26,1 |

| 25,5 |

| 25,1 |

| 24,9 |

| 24,6 |

| 23,9 |

| 22,8 |

| 20,1 |

| 16,5 |

| N i e d e r s c h l a g | 4,3 | 8,4 | 17,8 | 42,3 | 163,8 | 124,9 | 91,6 | 128,8 | 206,1 | 203,0 | 61,1 | 5,0 |
|                         | Jan | Feb | Mär  | Apr  | Mai   | Jun   | Jul  | Aug   | Sep   | Okt   | Nov  | Dez |

## Bevölkerung
Nach den Daten der Volkszählung des Jahres 2000 waren 93 % der Bevölkerung der Provinz thailändische Staatsbürger, 1990 waren es noch 99,5 % gewesen. 95,1 % waren Buddhisten, 1,2 % Muslime. 24,3 % gaben an, eine der Sprachen der sogenannten Bergvölker zu sprechen, vorwiegend aus der Gruppe der Karen, im Jahr 1990 waren es 18,1 % gewesen. Weitere 2,6 % sprachen Birmanisch oder Mon-Sprache.
Nach Angaben des UN-Flüchtlingswerks UNHCR lebten im Jahr 2006 ca. 100.000 Flüchtlinge aus dem benachbarten Myanmar in Lagern im grenznahen Gebiet der Provinz Tak. Das größte darunter ist das Flüchtlingslager Mae La in Amphoe Tha Song Yang, in dem über 45.000 Menschen, hauptsächlich Angehörige der Karen-Volksgruppe, lebten.

## Wirtschaft und Bedeutung
Im Jahr 2008 betrug das „Gross Provincial Product“ (Bruttoinlandsprodukt) der Provinz 36,611 Milliarden Baht. Der Mindestlohn in der Provinz beträgt 162 Baht pro Tag (etwa 4 €). Mehr als 60 % der Arbeitnehmer sind in der Landwirtschaft tätig.

### Daten
Die unten stehende Tabelle zeigt den Anteil der Wirtschaftszweige am Gross Provincial Product in Prozent:
| Wirtschaftszweig | 2006 | 2007 | 2008 |
| ---------------- | ---- | ---- | ---- |
| Landwirtschaft   | 28,0 | 27,1 | 30,6 |
| Industrie        | 14,2 | 16,1 | 18,9 |
| Andere           | 57,8 | 56,8 | 50,5 |

Die am stärksten zur Wirtschaftsleistung der Provinz beitragende Branche war im Jahr 2011 die Landwirtschaft mit 8,538 Mrd. Baht, gefolgt vom verarbeitenden Gewerbe mit 6,403 Mrd. Baht sowie dem Groß- und Einzelhandel mit 4,404 Mrd. Baht.

### Landnutzung
Für die Provinz ist die folgende Landnutzung dokumentiert:
- Waldfläche: 7.942.381 Rai (4.964,0 km²), 77,5 % der Gesamtfläche
- Landwirtschaftlich genutzte Fläche: 1.382.579 Rai (867,2 km²), 13,5 % der Gesamtfläche
- Nicht klassifizierte Fläche: 924.196 Rai (577,6 km²), 9,0 % der Gesamtfläche

Die Provinz kann eine wichtige Rolle übernehmen, sobald der Asian Highway von Istanbul bis nach Ubon Ratchathani durchgehend befahrbar sein wird. Derzeit scheitert das im Wesentlichen an Myanmar, das kein Interesse an einer Öffnung des Landes besitzt.

### Staudämme

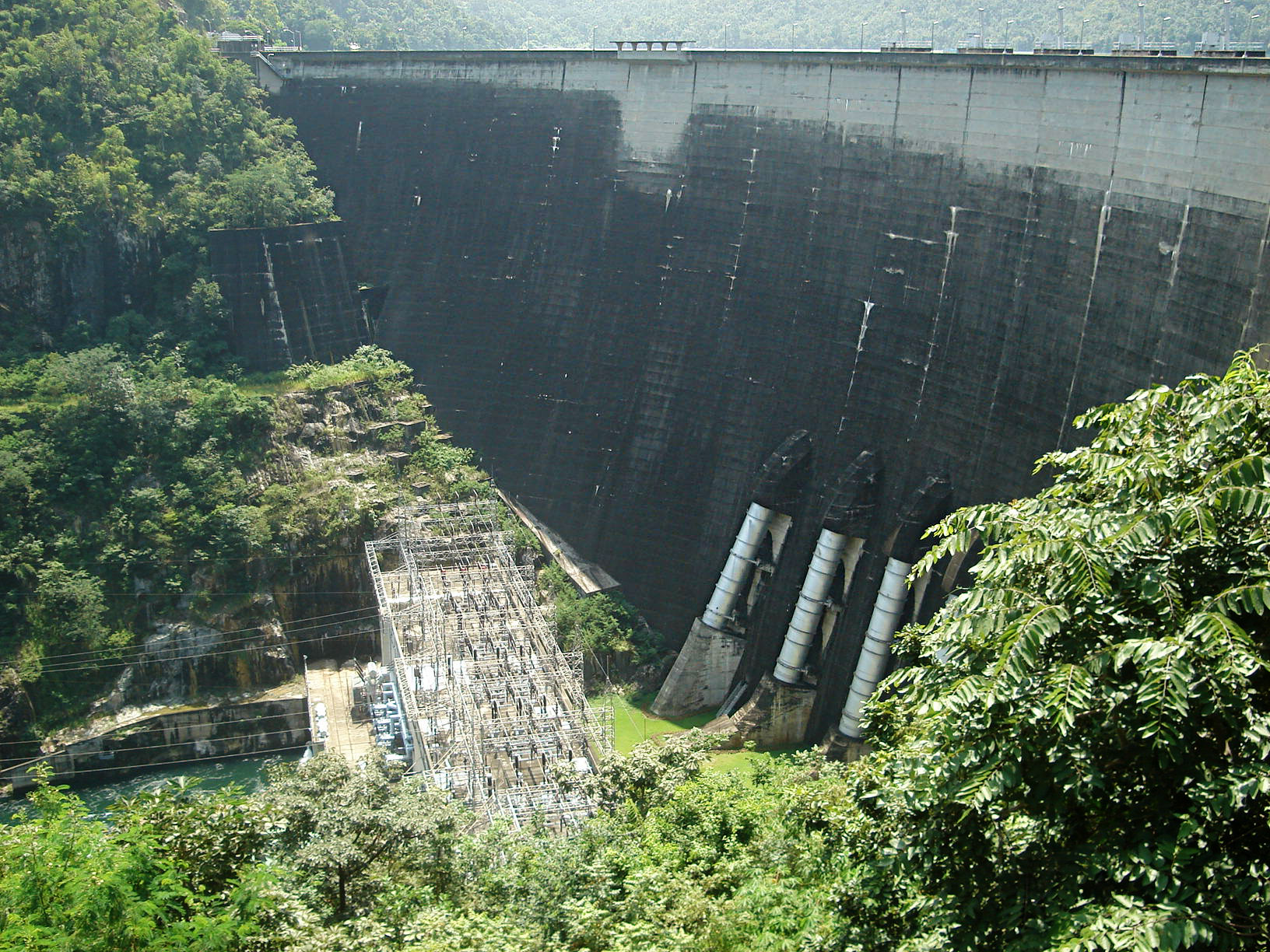
Die Staumauer der Bhumibol-Talsperre

Die 1958–1964 erbaute Staumauer der Bhumibol-Talsperre staut den Mae Nam Ping (Ping-Fluss) zu einem ca. 300 km² großen Stausee auf. Das zugehörige Wasserkraftwerk ist das leistungsstärkste Thailands.

## Geschichte
Die Landschaft der Provinz Tak war bereits mindestens vor 2000 Jahren besiedelt und man geht von einem kleinen Reich aus, das sich hier gebildet hatte, lange bevor sich das Königreich Sukhothai bildete und Tak unter Kontrolle bringen konnte. Die Stadt Ban Tak wurde etwa 663 unter der Königin Chamadevi errichtet, die eine Prinzessin des Königreichs Lop Buri war. Tak bildete später für Sukhothai den westlichen Vorposten. Während der Regierung von König Maha Thammaracha (reg. 1568–1590) ging Tak an die Birmanen verloren, wurde jedoch 1584 von dessen Sohn Naresuan dem Großen (reg. 1590–1605) wieder zurückerobert, als dieser noch Prinz und Vizekönig der Nordprovinzen war. Während der frühen Bangkok-Periode (Rattanakosin) wurde die Stadt Tak an das Ostufer des Flusses Ping verlagert.
Der spätere König Taksin, Reichseiniger nach dem Untergang des Königreichs von Ayutthaya, war hier lange Jahre Gouverneur. Der Name Tak-Sin leitet sich von dieser Position ab.

## Symbole
Das Siegel der Provinz zeigt den König Naresuan auf dem königlichen Elefanten. Manchmal wird unter dem Elefanten auch ein Garuda gezeigt, das Staats-Symbol Thailands. Naresuan wird gezeigt, wie er heiliges Wasser über die Erde gießt, eine symbolische Handlung, die die Unabhängigkeit des Landes symbolisiert. Diese Geste bezieht sich auf den Krieg im Jahre 1584 gegen Burma, nachdem Tak als erste Grenzstadt von der burmesischen Kontrolle befreit worden war.
Der lokale Baum ist die Asiatische Jatoba (Xylia kerrii, auf Thai: Daeng), die lokale Blüte ist die des Orchideenbaums (Bauhinia sp.).
Der Wahlspruch der Provinz Tak lautet:
Tak ist voller anziehender und schöner Landschaften,

Der große Bhumibol-Staudamm wurde hier errichtet,

Das Land des tapferen Königs Taksin,

Große Bäume und hübsche Wälder sind immergrün.

## Sehenswürdigkeiten

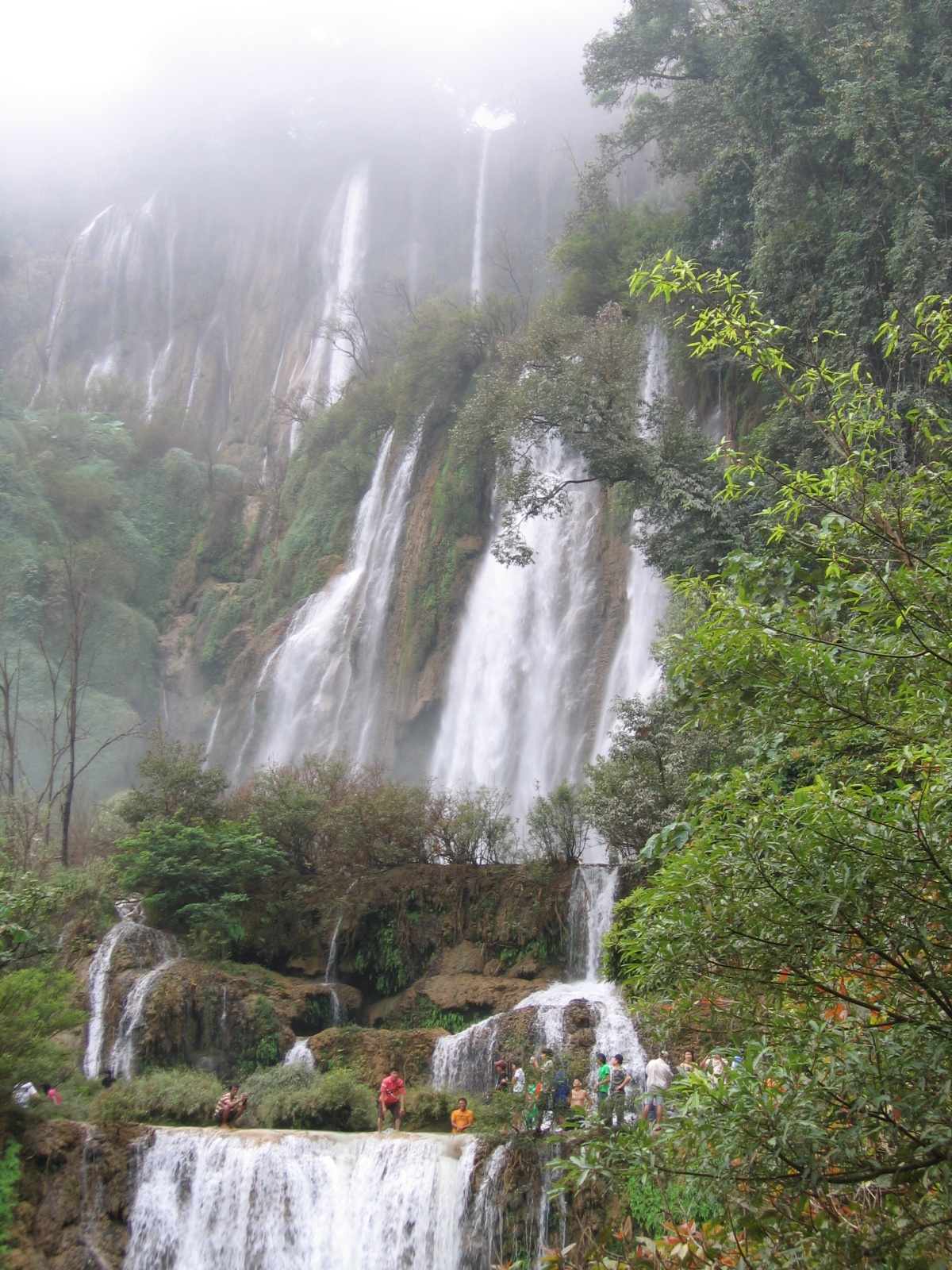
Der Wasserfall Thi Lo Su

- Thi Lo Su (Thai: ทีลอซู), Thailands größter Wasserfall (etwa 200 Meter hoch und 400 Meter breit) liegt im Wildschutzgebiet Umphang („Umphang Wildlife Sanctuary“) im Amphoe Umphang.
- Nationalpark Lan Sang
- Nationalpark Taksin Maharat
- Nationalpark Mae Moei
- Nationalpark Namtok Pha Charoen
- Nationalpark Mae Ping
- Nationalpark Mae Wa

## Verwaltungseinheiten

### Provinzverwaltung
Die Provinz ist in 9 Landkreise (Amphoe) eingeteilt. Diese sind weiter in 63 Gemeinden (Tambon) und 493 Dörfer (Muban) unterteilt.
| \| Nr. \| Amphoe-Name \| Thai \| \| --- \| -------------------- \| ------------- \| \| 1 \| Amphoe Mueang Tak \| อำเภอเมืองตาก \| \| 2 \| Amphoe Ban Tak \| อำเภอบ้านตาก \| \| 3 \| Amphoe Sam Ngao \| อำเภอสามเงา \| \| 4 \| Amphoe Mae Ramat \| อำเภอแม่ระมาด \| \| 5 \| Amphoe Tha Song Yang \| อำเภอท่าสองยาง \| \| 6 \| Amphoe Mae Sot \| อำเภอแม่สอด \| \| 7 \| Amphoe Phop Phra \| อำเภอพบพระ \| \| 8 \| Amphoe Umphang \| อำเภออุ้มผาง \| \| 9 \| Amphoe Wang Chao \| อำเภอวังเจ้า \| |                      |               |
| Nr. | Amphoe-Name          | Thai          |
| 1 | Amphoe Mueang Tak    | อำเภอเมืองตาก  |
| 2 | Amphoe Ban Tak       | อำเภอบ้านตาก   |
| 3 | Amphoe Sam Ngao      | อำเภอสามเงา   |
| 4 | Amphoe Mae Ramat     | อำเภอแม่ระมาด  |
| 5 | Amphoe Tha Song Yang | อำเภอท่าสองยาง |
| 6 | Amphoe Mae Sot       | อำเภอแม่สอด    |
| 7 | Amphoe Phop Phra     | อำเภอพบพระ    |
| 8 | Amphoe Umphang       | อำเภออุ้มผาง    |
| 9 | Amphoe Wang Chao     | อำเภอวังเจ้า    |

### Lokalverwaltung
Für das ganze Gebiet der Provinz besteht eine Provinz-Verwaltungsorganisation (องค์การบริหารส่วนจังหวัด, kurz อบจ., Ongkan Borihan suan Changwat; englisch Provincial Administrative Organization, PAO).
In der Provinz gibt es eine Kommune mit „Großstadt“-Status (Thesaban Nakhon): Mae Sot und eine Kommune mit „Stadt“-Status (Thesaban Mueang): die Provinzhauptstadt Tak. Daneben gibt es 12 Kommunen mit „Kleinstadt“-Status (Thesaban Tambon).